# بيرغيتا هوفمان
بيرغيتا هوفمان (بالإنجليزية: Birgitta Hoffmann)‏ هي عالمة آثار بريطانية، ولدت في 18 مايو 1969 في Maisières ‏ في بلجيكا.